# Eleuterio Anguita
Eleuterio Anguita Hinojosa (Madrid, 31 marzo 1969) è un ex ciclista su strada spagnolo, professionista dal 1991 al 2002.

## Palmarès

### Strada
- 1991 (Seur, una vittoria)

3ª tappa - parte b Grande Prémio Internacional de Torres Vedras (Torres Vedras > Torres Vedras)
- 1993 (Deportpublic-Otero, una vittoria)

4ª tappa Volta a Galicia (O Porriño > La Estrada)
- 1995 (Castellblanch, una vittoria)

6ª tappa - parte a Volta ao Alentejo (Valencia de Alcántara > Castelo de Vide)
- 1997 (Estepona-Toscaf, una vittoria)

4ª tappa Vuelta a España (Huelva > Jerez de la Frontera)
- 1998 (Estepona-Brepac, una vittoria)

2ª tappa Vuelta a Burgos (Burgos > Villarcayo)

#### Altri successi
- 1997 (Estepona-Toscaf)

Classifica traguardi volanti Vuelta a Aragón
Classifica sprint Volta Ciclista a Catalunya
Criterium Hospitalet de Llobregat
- 1998 (Estepona-Brepac)

Classifica traguardi volanti Vuelta a Aragón
Criterium Fuenlabrada

## Piazzamenti

### Grandi Giri
- Giro d'Italia

1991: 72º
1995: 98º
- Vuelta a España

1992: 110º
1993: 65º
1994: 90º
1995: ritirato (8ª tappa)
1996: 59º
1997: ritirato (11ª tappa)
1998: 50º
1999: 79º
2000: 41º
2001: 32º

### Classiche monumento
- Milano-Sanremo

1992: 192º